# プレゼンテーション

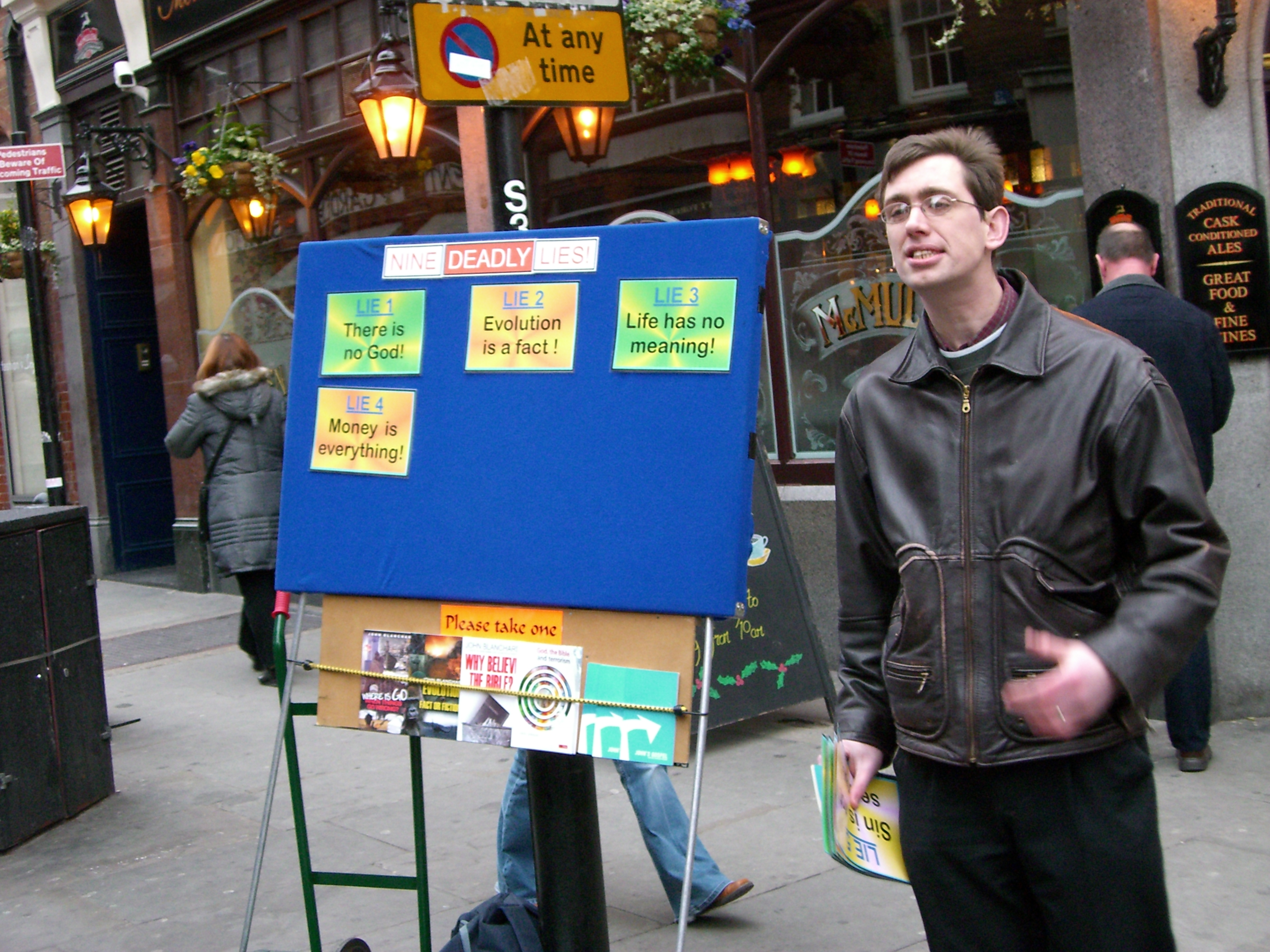
街頭で行う
画像は、イギリスはロンドンの中心部コヴェント・ガーデン地区での路傍伝道（cf. 野外説教）。パネル（木板）を使っている。（2006年撮影）。

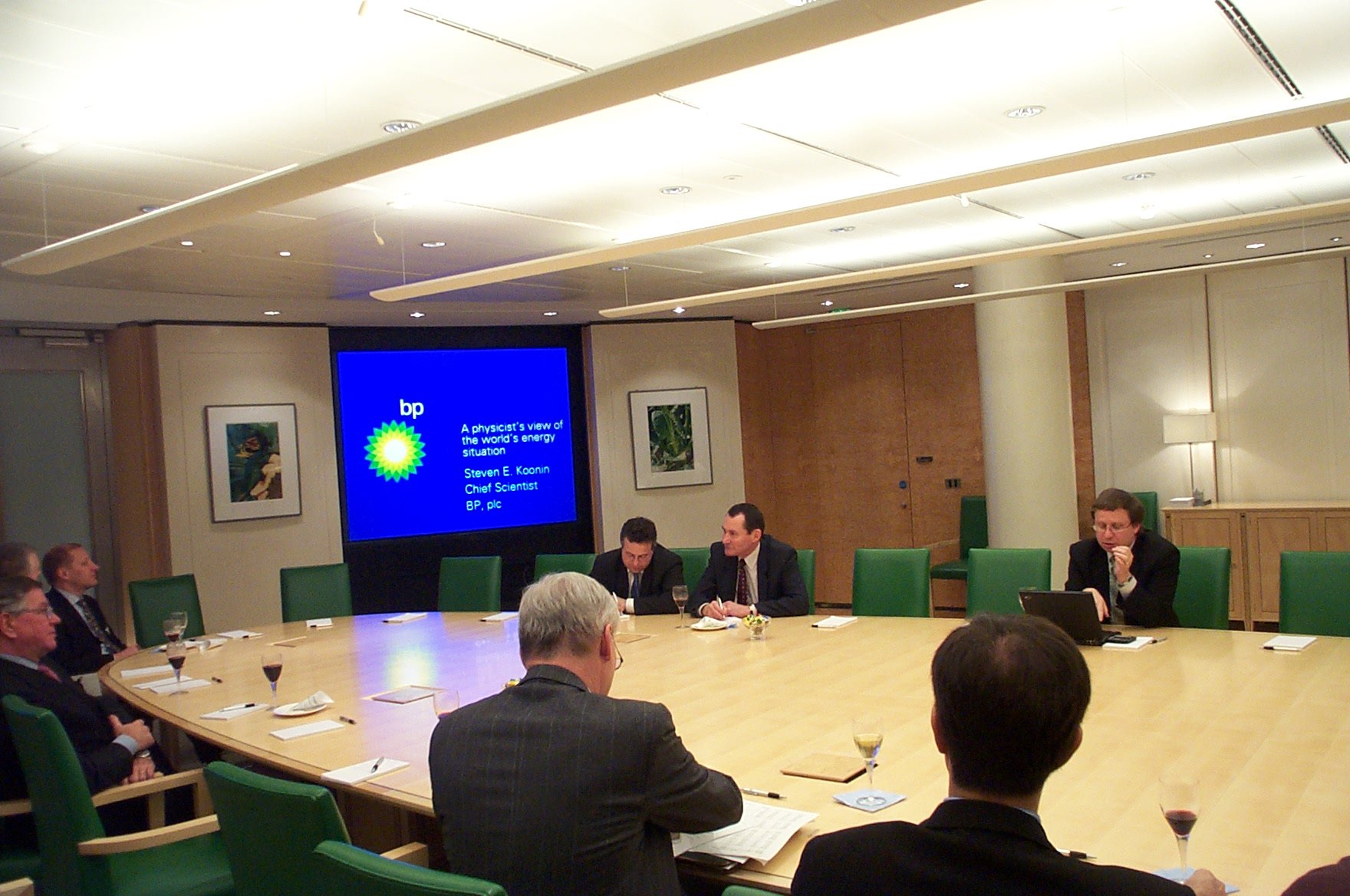
ビデオモニターとコンピューターが使える会議室で行う
画像は、イギリスの多国籍企業BP社の会議室における科学者達によるエネルギー諸事情に関する会議の様子。仕切っているのは右奥でパソコンの操作もしている著名な科学者で、プレゼンテーションソフトウェア Microsoft PowerPoint が使われている。（2005年2月22日撮影]）。

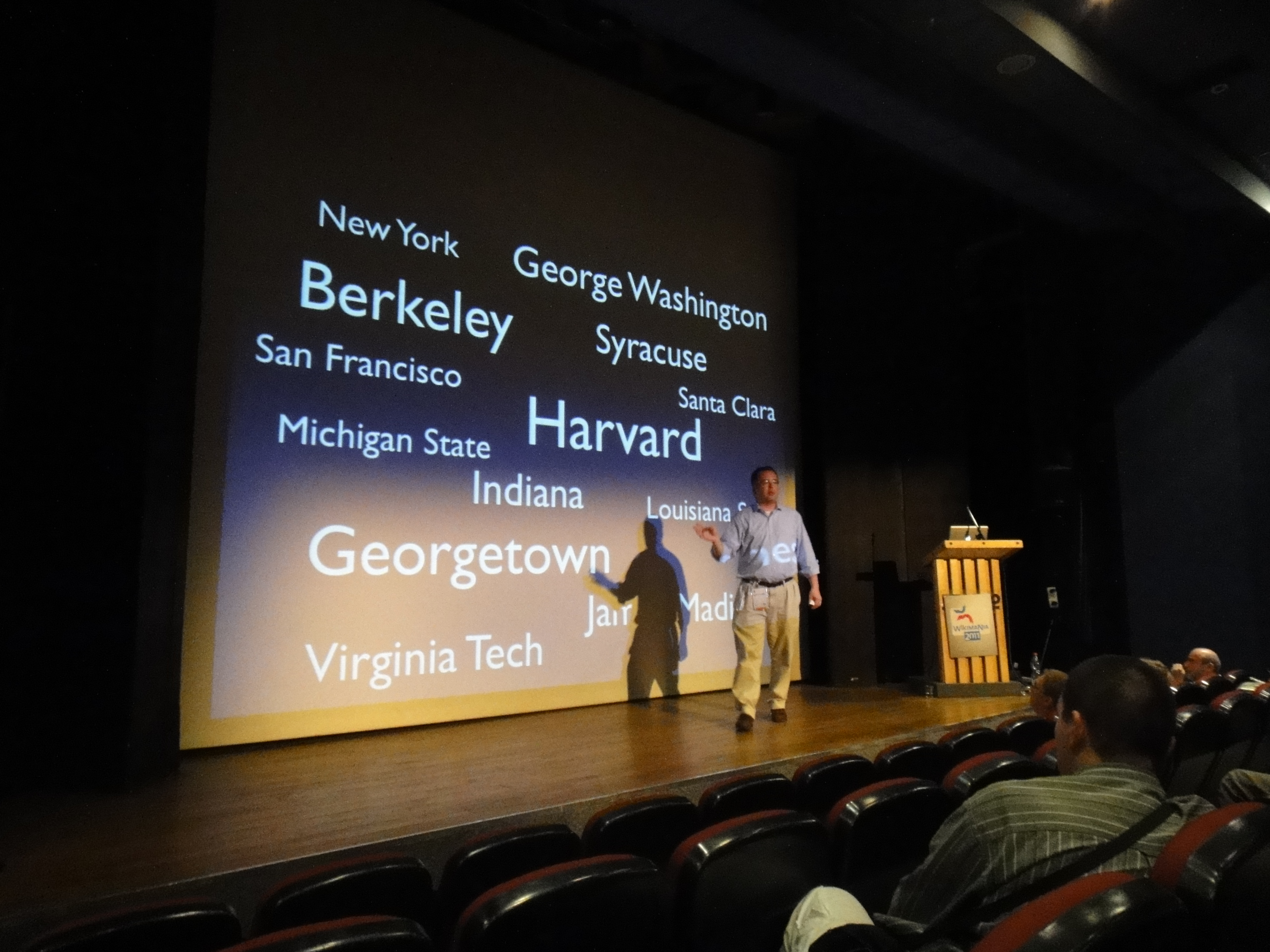
プロジェクターやコンピューター等を持ち込んだ会場、あるいは、それらを常設した会場で行う
（2010年代）。

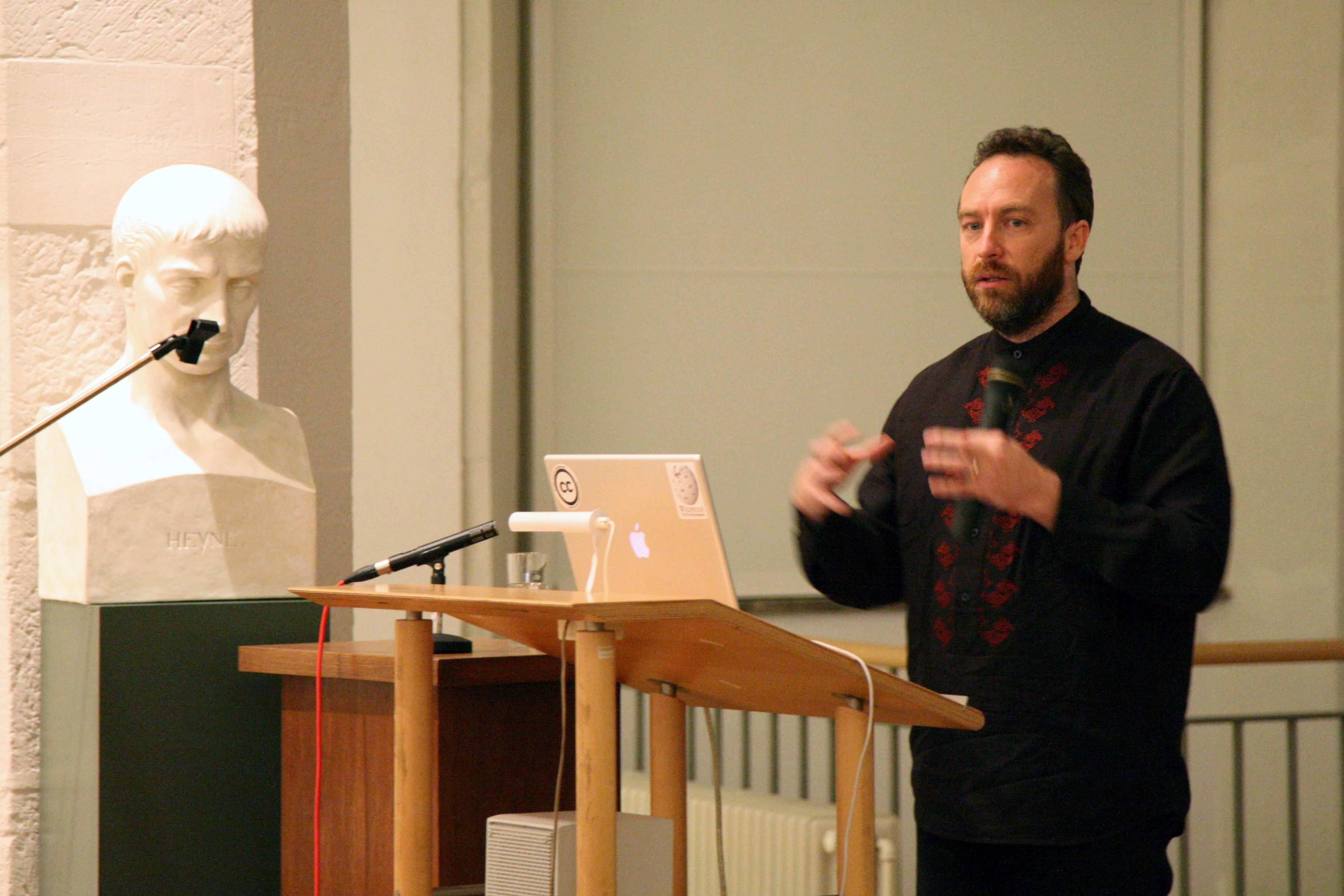
ウィキペディアアカデミー2006 (cf.) におけるジミー・ウェールズのプレゼンテーション

プレゼンテーション（英: presentation）は、英語で、「表現」「紹介」「提示」などの意味。情報伝達手段の一種。相手に情報を提示し、理解を得るようにするための手段。特に視覚情報が重視され、視覚情報伝達手段の一種と定義されている場合もある。日本語ではプレゼンと略称されることも多く、特に広告業界ではこの略語で早くから浸透している。
上でも少し触れたように、定義はかなり狭く捉えたものがあり、多くの専門用語辞書類を紐解けば、むしろ狭義の場合が多いことに気づく。しかしそれらは、その用語辞書自体が、ビジネス、情報通信技術、広告などと言った、前提としての上位分野の定義があらかじめ絞られていることに留意する必要がある。そういった分野的限定が無い一般辞書類では、まずは広く定義されており、その後で視覚情報が重視されることを説明している。

## 概要
作品、計画提案、研究成果、開発商品などの情報を、聴衆に対して発表し、伝達することの意味であるが、都市・建築分野では、計画の提案内容に関するプレゼンテーションをクライアントや関係者（影響を受ける人たち）に対して行う場合が多い。
政府機関での予算委員会、軍隊での作戦ブリーフィング、企業での企画発表などに見られるように、どのような組織でも意識や情報を集団として共有しなければ、複眼的にその事案を検討して組織的に取り組むことができない。そのためにアイディア、計画、情報を複数の人間に対して同時に伝達することを目的として、プレゼンテーションは実施される。特に司会を兼ねることもある話し手が聴衆の前に出てきて、プレゼンテーションを行う形態が一般的である。英語では、話し手としてspeaker（スピーカー）と呼ぶが、「presenter（プレゼンター）」も使われる。日本語では和製英語で「プレゼンテーター」と呼ぶ場合があるが、一般的には「登壇者」や「講演者」が使われている。
プレゼンテーションの際は、実際に形のないものを簡潔かつ分かりやすく説明すること、そして情報を的確に伝える、資料（視聴覚、配布資料等）の準備、情報を適量平易に提供することが求められる。このため、図表や音声・映像（動画）のほか、実際に触れる試作品など、様々な情報提供が成されるのが一般的である。
1990年代以降、コンピュータ技術の発展により、提供する資料をデジタルデータの形で編集・纏め上げて、説明を行いやすくするプレゼンテーションソフトウェアが多数開発されており、これを用い、テレビやビデオモニター、プロジェクターなどの大画面で説明する様式が一般的になってきている。これらのソフトウェアでは、表やグラフ等の図表や写真・イラストレーション・アニメーション・音声や動画等のマルチメディア媒体を画面上に埋め込んでパッケージ化し、一つのファイルにまとめることで、会議の場では連続した流れに沿って（会議の進行状況に合わせて）説明を進めることができるとされている。
インテリアコーディネーターは、プレゼンテーションボードを用いて提案することが多い。プレゼンテーションボードとは、顧客にプレゼンテーションする際に一目で提案内容が分かるように作る資料の一つ。図面や透視図、内装材、家具、照明器具などのインテリアエレメントのサンプルやカタログを厚手の台紙に見栄えよくレイアウトしたもの。

## 概念の範疇
プレゼンテーションという概念は、古代ギリシアの哲人アリストテレスの著作『弁論術』に遡れる。このように広義のプレゼンテーションは、歴史を顧みれば、この語が生まれる遥か以前から実質的に行われていた。
視覚に訴える情報を駆使して己の意図するところを聞き手に披露し、理解を得ようとすることも、目新しい手段ではなく昔から行われており、東洋であれば日本で盛んに行われた勧進帳や曼荼羅などを使った勧進、西洋であれば教会堂にステンドグラスで描かれた絵で綴る聖書物語を使った福音伝道など、これらは当時なりの視覚情報アイテムを最大限に活用した考え抜かれたプレゼンテーションである。そういったものが昔からあるなか、特別な概念を構築して認識を新たにし、専門的および学問的に洗練させていったところに、現代のプレゼンテーションの真価がある。

## フレームワーク
プレゼンテーションの効果を高め、効率的に構成を考えるために、下記のようなプレゼンテーションフレームワークが用いられる場合がある。。
- PREP法
- TAPS法
- SDS法
- FABE法

## 機材
プレゼンテーションで視覚や聴覚に訴えるマルチメディアを駆使する場合は、下記のようにいくつかの機材やソフトウェアが用いられる。
- パーソナルコンピューター
  - プレゼンテーションソフトウェア
    - リモコン

  - ワードプロセッサーソフトウェア
  - 表計算ソフトウェア
  - 写真加工ソフトウェア
  - ビデオキャプチャー（ハードウェア）
  - 動画編集ソフトウェア
- ビデオプロジェクター
  - 映写用スクリーン
- スピーカー
- ヘッドセット
- スライド映写機（スライドフィルム式プロジェクター）
- オーバーヘッドプロジェクター（フィルム式プロジェクター）

## プレゼンテーション図面
建築図面などではスキームを説明し、そのメリットを促進することを目的としているため作業図面においてもさまざまな素材を強調するための色調やハッチが含まれている場合があるが、これらは設計図であり、現実的に見えることを意図したものではない。基本的なプレゼンテーション図面には、通常、このような画像のライブラリから取得した人物、車両、および木が含まれ、その他の点では作業図面とスタイルが非常に似ているが、完成予想図などをレンダリングといった建物の視覚的な性質をよりリアルに示すために、表面のテクスチャと影を追加する技術を用いる。建築イラストレーターまたはグラフィックデザイナーを雇用して、通常は遠近法などで完成度の高いサイトプラン、フロアプラン、立面図などの専門的なプレゼンテーション画像を作成している。